# Дешен, Клэр
Клэр Дешен (фр. Claire Deschênes, род. 1954) — канадский инженер-механик, профессор кафедры машиностроения Университета Лаваля и член Ордена Канады. Она первая женщина-профессор машиностроения на факультете естественных наук и инженерии Университета Лаваля, а также эксперт в области технологии гидравлических турбин, гидродинамики и гидромеханики.

## Ранние годы и образование
Пока она проходила программу коллежа CEGEP, отец Дешен скончался, а у её матери диагностировали рассеянный склероз. Дешен закончила два года CEGEP по психологии, затем взяла годичный отпуск, чтобы позаботиться о своей матери, а затем закончила год CEGEP по математике, физике и биологии. Позже она изучала машиностроение во время получения степени бакалавра и называет причины, по которым она занялась наукой, в том числе желание иметь стабильную карьеру, поскольку однажды ей, возможно, придётся помогать своим братьям и сёстрам.
Дешен была единственной женщиной, обучавшейся по программе бакалавриата, и получившей степень магистра машиностроения в Университете Лаваля. Получив стипендию для обучения за границей, Дешен защитила докторскую диссертацию в Национальном политехническом институте Гренобля во Франции, где она изучала вычислительную гидродинамику в гидравлических турбинах, и получила степень в январе 1990 года, прежде чем вернуться в свой Университет Лаваля, чтобы стать первой женщиной-профессором инженерии факультета естественных наук и инженерии.

## Карьера
Дешен в 1989 году основала Laboratoire de Machines Hydrauliques (LAMH), которая является центром исследований гидравлических турбин. В 2007 году Дешен создала Консорциум по гидравлическим машинам, который представляет собой сотрудничество академического и промышленного секторов, включая Hydro-Québec и Министерство природных ресурсов Канады, для проведения исследований в области мощных гидравлических турбин. Дешен и Консорциум получили поддержку от промышленности и федеральные гранты (в том числе от Канадского фонда инноваций (CFI) и гранты NSERC на совместные исследования и разработки) для покупки оборудования и проведения совместных исследований, таких как анализ трёхмерных моделей потока турбины с помощью компьютерного моделирования и исследование факторов, влияющих на долговечность низконапорных турбин. Выводы Дешен помогли лучше понять турбины и гидроэлектростанции.
С 1997 по 2006 год Дешен работала в Совете по естественным наукам и инженерным исследованиям и председателем Alcan International Limited для женщин в науке и технике в Университете Лаваля. Она является соучредителем трёх некоммерческих организаций для поддержки и продвижения женщин в науке и технике: Международной сети женщин-инженеров и учёных (INWES), Ассоциации франкоязычных женщин в области науки, технологий, инженерии и математики (AFFESTIM) и Образовательно-исследовательского института INWES (ERI).
Дешен получила множество наград. В 2015 году Дешен получила награду Synergy Award Совета по естественным наукам и инженерным исследованиям за инновации в категории партнёрства в знак признания её эффективного сотрудничества между промышленностью и академическими кругами. Она является научным сотрудником Engineers Canada (2015) и дважды была названа лауреатом Le Soleil и Radio-Canada (в категории «Наука и исследования»). В 2016 году она была удостоена звания почётного доктора Оттавского университета.
27 июня 2019 года Дешен была назначена членом Ордена Канады за «вклад в исследования и преподавание в области машиностроения, а также за защиту женщин в науке и технике». В 2020 году она стала кавалером Национального ордена Квебека.
21 сентября 2019 года она была удостоена звания почётного доктора Шербрукского университета.